# Rossignol (roman)
Pour les articles homonymes, voir Rossignol.
Rossignol est un roman court de science-fiction d'Audrey Pleynet publié aux éditions Le Bélial' en 2023.

## Résumé
Dans un futur très lointain, quelque part dans l'espace, une station spatiale accueille de très nombreuses espèces extraterrestres ainsi qu'une variété chaque jour plus importante d'hybrides nés du mélange inter-espèce. Un système astucieux de réglages automatiques de l'environnement permet à tout un chacun de vivre en son sein. Ce melting pot est une expérience unique au niveau social, politique et philosophique.
La narratrice est une jeune hybride mi-humaine née sur la station et n'ayant connue que sa mère. Au contact de ses amies d'enfance puis des personnes rencontrées dans l'exercice de ses différents métiers, elle s'est peu à peu construit une sensibilité morale et éthique très favorable à l'utopie d'une collaboration inter-espèces. Confrontée à l'opposition sans cesse croissante entre deux factions politiques, les Fusionnistes qui prônent davantage de métissage et les Spéciens qui s'y opposent, elle fait le choix de s'investir dans le premier groupe. Sa rencontre amoureuse avec Victor Hondaya, chef politique des Fusionnistes humains, va précipiter la profondeur de son engagement mais également son funeste destin.

## Distinction
Le roman remporte le prix européen Utopiales des pays de la Loire 2023 des Utopiales.

## À propos du livre
Le livre est construit sur des allers-retours entre le présent de la narratrice et ses souvenirs. Comme dans un puzzle, les différentes pièces permettent, jusqu'à la fin, de comprendre l'univers de la station et de saisir les nuances des relations entre les personnages,.
Audrey Pleynet se livre ici à une « expérience de xénopensée », selon l'éditeur, en décrivant une population d'aliens étranges et fascinants à plumes ou à écailles et parfois doué de télépathie,.
Le livre décrit une société en état de guerre civile larvée, divisée entre ceux qui prônent la cohésion sociale et la diversité et ceux qui tracent des limites à cette cohabitation ; et alterne entre un pessimisme réaliste et un optimisme émerveillé, teinté de mélancolie. On peut y trouver des échos avec notre monde contemporain,.